# UCI World Tour 2025
L'UCI World Tour 2025 és la 15a edició de l'UCI World Tour, la màxima categoria del ciclisme professional masculí. Està previst que es disputin un total de 36 curses. La temporada començà el 21 de gener a Austràlia amb el Tour Down Under i finalitzarà a la Xina amb el Tour de Guangxi.
Més enllà de l'aspecte esportiu, aquesta edició destaca per la introducció d'un nou reglament sancionador que afecta tots els implicats en una prova ciclista (ciclistes, directors, auxiliars, mecànics, periodistes i fotògrafs).
A més, l'UCI va decidir deixar d'entregar el mallot distintiu que rebia el ciclista que encapçalava la classificació de la temporada, tot i que els punts aconseguits sí que servien per a la classificació d'equips que decideix quins són UCI WorldTeam.

## Equips
Per la temporada 2025 els equips del WorldTour foren els mateixos que durant la temporada anterior.
| Codi UCI | Equip                      | País                | Bicicleta        | Ref.   |
| -------- | -------------------------- | ------------------- | ---------------- | ------ |
| ADC      | Alpecin-Deceuninck         | Bèlgica             | Canyon           | [ 3 ]  |
| ARK      | Arkéa-B&B Hotels           | França              | Bianchi          | [ 4 ]  |
| TBV      | Bahrain Victorious         | Bahrain             | Merida           | [ 5 ]  |
| COF      | Cofidis                    | França              | Look             | [ 6 ]  |
| DAT      | Decathlon-AG2R La Mondiale | França              | Van Rysel        | [ 7 ]  |
| EFE      | EF Education-EasyPost      | Estats Units        | Cannondale       | [ 8 ]  |
| GFC      | Groupama-FDJ               | França              | Wilier Triestina | [ 9 ]  |
| IGD      | Ineos Grenadiers           | Regne Unit          | Pinarello        | [ 10 ] |
| IWA      | Intermarché-Wanty          | Bèlgica             | Cube             | [ 11 ] |
| LTK      | Lidl-Trek                  | Estats Units        | Trek             | [ 12 ] |
| MOV      | Movistar Team              | Espanya             | Canyon           | [ 13 ] |
| RBH      | Red Bull-Bora-Hansgrohe    | Alemanya            | Specialized      | [ 14 ] |
| SOQ      | Soudal Quick-Step          | Bèlgica             | Specialized      | [ 15 ] |
| JAY      | Team Jayco AlUla           | Austràlia           | Giant            | [ 16 ] |
| TPP      | Team Picnic PostNL         | Països Baixos       | Lapierre         | [ 17 ] |
| TVL      | Team Visma-Lease a Bike    | Països Baixos       | Cervélo          | [ 18 ] |
| UAD      | UAE Team Emirates XRG      | Emirats Àrabs Units | Colnago          | [ 19 ] |
| XAT      | XDS Astana Team            | Kazakhstan          | XDS              | [ 20 ] |

## Calendari i resultats
| Núm. | Data                        | Cursa                             | Guanyador             | Segon            | Tercer               | Ref.   |
| ---- | --------------------------- | --------------------------------- | --------------------- | ---------------- | -------------------- | ------ |
| 1    | 21–26 de gener              | Tour Down Under                   | Jhonatan Narváez      | Javier Romo      | Finn Fisher-Black    | [ 22 ] |
| 2    | 2 de febrer                 | Cadel Evans Great Ocean Road Race | Mauro Schmid          | Aaron Gate       | Laurence Pithie      | [ 23 ] |
| 3    | 17–23 de febrer             | UAE Tour                          | Tadej Pogačar         | Giulio Ciccone   | Pello Bilbao         | [ 24 ] |
| 4    | 1 de març                   | Omloop Het Nieuwsblad             | Søren Wærenskjold     | Paul Magnier     | Jasper Philipsen     | [ 25 ] |
| 5    | 8 de març                   | Strade Bianche                    | Tadej Pogačar         | Tom Pidcock      | Tim Wellens          | [ 26 ] |
| 6    | 9–16 de març                | París-Niça                        | Matteo Jorgenson      | Florian Lipowitz | Thymen Arensman      | [ 27 ] |
| 7    | 10–16 de març               | Tirrena-Adriàtica                 | Juan Ayuso            | Filippo Ganna    | Antonio Tiberi       | [ 28 ] |
| 8    | 22 de març                  | Milà-Sanremo                      | Mathieu van der Poel  | Filippo Ganna    | Tadej Pogačar        | [ 29 ] |
| 9    | 24–30 de març               | Volta a Catalunya                 | Primož Roglič         | Juan Ayuso       | Enric Mas            | [ 30 ] |
| 10   | 26 de març                  | Classic Bruges-De Panne           | Juan Sebastián Molano | Jonathan Milan   | Madis Mihkels        | [ 31 ] |
| 11   | 28 de març                  | E3 Saxo Classic                   | Mathieu van der Poel  | Mads Pedersen    | Filippo Ganna        | [ 32 ] |
| 12   | 30 de març                  | Gant-Wevelgem                     | Mads Pedersen         | Tim Merlier      | Jonathan Milan       | [ 33 ] |
| 13   | 2 d'abril                   | A través de Flandes               | Neilson Powless       | Wout Van Aert    | Tiesj Benoot         | [ 34 ] |
| 14   | 6 d'abril                   | Tour de Flandes                   | Tadej Pogačar         | Mads Pedersen    | Mathieu van der Poel | [ 35 ] |
| 15   | 7–12 d'abril                | Volta al País Basc                | João Almeida          | Enric Mas        | Max Schachmann       | [ 36 ] |
| 16   | 13 d'abril                  | París-Roubaix                     | Mathieu van der Poel  | Tadej Pogačar    | Mads Pedersen        | [ 37 ] |
| 17   | 20 d'abril                  | Amstel Gold Race                  | Mattias Skjelmose     | Tadej Pogačar    | Remco Evenepoel      | [ 38 ] |
| 18   | 23 d'abril                  | Fletxa Valona                     | Tadej Pogačar         | Kévin Vauquelin  | Tom Pidcock          | [ 39 ] |
| 19   | 27 d'abril                  | Lieja-Bastogne-Lieja              | Tadej Pogačar         | Giulio Ciccone   | Ben Healy            | [ 40 ] |
| 20   | 29 d'abril – 5 de maig      | Tour de Romandia                  | João Almeida          | Lenny Martinez   | Jay Vine             | [ 41 ] |
| 21   | 1 de maig                   | Eschborn-Frankfurt                | Michael Matthews      | Magnus Cort      | Jon Barrenetxea      | [ 42 ] |
| 22   | 9 de maig – 1 de juny       | Giro d'Itàlia                     | Simon Yates           | Isaac Del Toro   | Richard Carapaz      | [ 43 ] |
| 23   | 8–15 de juny                | Critèrium del Dauphiné            | Tadej Pogačar         | Jonas Vingegaard | Florian Lipowitz     | [ 44 ] |
| 24   | 15–22 de juny               | Volta a Suïssa                    | João Almeida          | Kévin Vauquelin  | Oscar Onley          | [ 45 ] |
| 25   | 22 de juny                  | Copenhagen Sprint                 | Jordi Meeus           | Alexis Renard    | Emilien Jeannière    | [ 46 ] |
| 26   | 5–27 de juliol              | Tour de França                    | Tadej Pogačar         | Jonas Vingegaard | Florian Lipowitz     | [ 47 ] |
| 27   | 2 d'agost                   | Clàssica de Sant Sebastià         | Giulio Ciccone        | Jan Christen     | Maxim Van Gils       | [ 48 ] |
| 28   | 4–10 d'agost                | Volta a Polònia                   | Brandon McNulty       | Antonio Tiberi   | Matteo Sobrero       | [ 49 ] |
| 29   | 17 d'agost                  | ADAC Cyclassics                   | Rory Townsend         | Arnaud De Lie    | Paul Magnier         | [ 50 ] |
| 30   | 20–24 d'agost               | / Renewi Tour                     |                       |                  |                      |        |
| 31   | 23 d'agost – 14 de setembre | Volta a Espanya                   |                       |                  |                      |        |
| 32   | 31 d'agost                  | Bretagne Classic                  |                       |                  |                      |        |
| 33   | 12 de setembre              | Gran Premi Ciclista de Quebec     |                       |                  |                      |        |
| 34   | 14 de setembre              | Gran Premi Ciclista de Montreal   |                       |                  |                      |        |
| 35   | 11 d'octubre                | Volta a Llombardia                |                       |                  |                      |        |
| 36   | 14–19 d'octubre             | Tour de Guangxi                   |                       |                  |                      |        |